# Paranuncia
Paranuncia is een geslacht van hooiwagens uit de familie Triaenonychidae.
De wetenschappelijke naam Paranuncia is voor het eerst geldig gepubliceerd door Roewer in 1914. 

## Soorten
Paranuncia omvat de volgende 2 soorten:
- Paranuncia gigantea
- Paranuncia ingens